# 仁科盛政
仁科 盛政（にしな もりまさ、生年未詳 - 1561年（永禄4年）?は、戦国時代の武将。信濃国安曇郡森城主。官位は従五位下、右衛門大夫。仁科盛康の子。平姓仁科氏直系の最後の当主。
仁科氏は先祖代々信濃国安曇郡一帯の国人領主であった。戦国期に入り武田信玄の信濃侵攻の際に、信濃守護小笠原氏から離反し、武田氏の軍門に降っていた。
盛政の祖父とされる仁科道外（盛能）が武田氏臣従の過程で、駒井高白斎と対面した際、仁科上野介という人物もこれに加わっており、盛政に比定される。
永禄4年（1561年）第四次川中島の戦いの折、盛政は武田信玄に従い佐久地方を転戦していた。この時、留守役の家臣達が上杉氏からの調略に乗り武田氏に抵抗の姿勢を取ったため、武田氏は森城を攻略し、盛政は甲斐に連行され、自害させられたとされる（『甲陽軍鑑』）。
しかし永禄10年（1567年）に武田氏配下の諸将が生島足島神社に提出した「下之郷起請文」に仁科盛政が含まれている。盛政の死後、武田信玄の五男仁科盛信が養子として仁科氏の名跡を継いだ。法号は「青龍寺殿」。
永禄年間末、跡部大炊助が安曇郡土豪・曽根原氏に恩賞を出しており、大炊助は仁科氏に代わって安曇郡領の経営を行っていたと考えられる。このことから起請文提出以降、1570年代初頭までの数年間の間に盛政が成敗されたのではないかと推察されている。
娘に仁科盛信室がいるとされるが、「下之郷起請文」提出の一因となったされる（異説あり）義信事件の後に生じた武田氏の後継者問題に絡んで盛信は武田一門の娘を妻に迎えていることから、盛政の娘を妻に迎える時期はないとする見方もある。
実子の仁科盛孝と仁科盛清は武田信玄の許しを経て飯縄神社の神職となり、江戸時代を通じて神職を務めた。
逸見大悟氏の推定では、仁科盛能ー盛康ー盛政という一直線の父子関係ではなく、仁科盛能・盛政と盛康の間で武田氏従属・非従属を巡る対立があったのではないかとしている。